# SS Atlantic Conveyor
El Atlantic Conveyor fue un buque mercante británico, registrado en Liverpool, que fue utilizado por Gran Bretaña durante Guerra de las Malvinas como portaviones y carguero, mediante la requisa o alquiler temporal.
Transportaba mercadería, carga de asistencia naval, equipos militares, helicópteros, alimentos y soldados, desde Inglaterra hasta las islas Malvinas navegando en el Océano Atlántico Sur, para apoyar a las operaciones militares. Sobre la cubierta podían aterrizar un helicóptero y un cazabombardero Sea Harrier.

## Historial

### Guerra de las Malvinas
Fue alcanzado el 25 de mayo de 1982 por dos misiles Exocet AM 39 disparados por dos Super Étendard de la 2.ª Escuadrilla Aeronaval de Caza y Ataque de la Armada Argentina, falleciendo 12 marineros. Los impactos le alcanzaron a babor, cerca de la popa, y le produjeron graves daños en el casco e incendios, que acabaron provocando su hundimiento días más tarde, el 28 de mayo.
El sitio del hundimiento fue declarado cementerio de guerra en 1986 por el gobierno británico.